# Національний олімпійський комітет Узбекистану
Національний олімпійський комітет Республіки Узбекистан — організація, що представляє Узбекистан у міжнародному олімпійському русі. Заснований у 1992 році; зареєстрований у МОК у 1993 році.
Штаб-квартира розташована в Ташкенті. Є членом Міжнародного олімпійського комітету, Олімпійської ради Азії та інших міжнародних спортивних організацій. Займається розвитком спорту в Узбекистані.

## Президенти НОК Узбекистану
| Президенти                       | Роки президентства                 |
| -------------------------------- | ---------------------------------- |
| Сабіржан Сабітович Рузієв        | 1995 — 2003                        |
| Міраброр Зуфарович Усманов       | 2013 — 10 грудень 2018             |
| Алішер Саідаббасович Султанов    | 10 січня 2017 року — 10 січня 2018 |
| Умід Махаматжанович Ахмаджанов   | З 10 січня 2018 — 15 травня 2019   |
| Шаабдурахмонов Рустам Мавзурович | з 15 травня 2019 — дотепер         |